# Prodidomus chaperi
Prodidomus chaperi är en spindelart som först beskrevs av Simon 1884.  Prodidomus chaperi ingår i släktet Prodidomus och familjen Prodidomidae. Inga underarter finns listade i Catalogue of Life.